# Knjige u 1967.
◄◄ | ◄ | 1964. | 1965. | 1966. | 1967.  | 1968. | 1969. | 1970. | ► | ►►
Arhitektura • Astronautika • Astronomija • Biologija • Film • Fotografija • Glazba • Kazalište • Kemija • Kiparstvo • Knjige • Književnost • Kršćanstvo • Meteorologija • Medicina • Planinarstvo • Politika • Pravo • Promet • Slikarstvo • Strip • Šport • Televizija • Znanost • Zrakoplovstvo • Željeznički promet
Knjige u 1967.

## Svijet
- Morphology of Cayuvava,  Harold Key. Izdavač: De Gruyter Mouton. 73 stranice.  ISBN 3110995573, ISBN 978-3110995572

## Vanjske poveznice
|  | Zajednički poslužitelj ima još gradiva o temi Knjige iz 1967. |